# Diocesi di Pitane
La diocesi di Pitane (in latino Dioecesis Pitanaea) è una sede soppressa del patriarcato di Costantinopoli e una sede titolare della Chiesa cattolica.

## Storia
Pitane, identificabile con Çandarli nel distretto di Dikili in Turchia, è un'antica sede episcopale della provincia romana di Asia nella diocesi civile omonima. Faceva parte del patriarcato di Costantinopoli ed era suffraganea dell'arcidiocesi di Efeso.
La diocesi è documentata nelle Notitiae Episcopatuum del patriarcato di Costantinopoli fino al XII secolo.
Sono sei i vescovi conosciuti di questa antica diocesi. Espero prese parte al concilio di Calcedonia nel 451; per suo tramite, il metropolita Stefano sottoscrisse la definizione di fede calcedonese per i vescovi suoi suffraganei assenti. Apollo partecipò al sinodo indetto a Costantinopoli dal patriarca Gennadio I nel 458/459 circa contro i simoniaci, mentre Epifanio prese parte a quello indetto nel 536 dal patriarca Mena. Pardo assistette al secondo concilio di Nicea nel 787. La sigillografia ha restituito il nome del vescovo Leone, vissuto tra X e XI secolo. Teofilatto infine partecipò al sinodo celebrato ad Efeso nel 1167.
Dal 1933 Pitane è annoverata tra le sedi vescovili titolari della Chiesa cattolica; la sede è vacante dal 7 giugno 1966. Il suo ultimo titolare è stato John Jobst, vicario apostolico di Kimberley in Australia Occidentale dal 1959 al 1966.

## Cronotassi

### Vescovi greci
- Espero † (menzionato nel 451)
- Apollo ? † (menzionato nel 458/459)
- Epifanio † (menzionato nel 536)
- Pardo † (menzionato nel 787)
- Leone † (X-XI secolo)
- Teofilatto † (menzionato nel 1167)[8]

### Vescovi titolari
- Carlos de Sá Fragoso † (10 aprile 1937 - 28 agosto 1948 deceduto)
- Emmanuel Boleslaus Ledvina † (15 marzo 1949 - 15 dicembre 1952 deceduto)
- Coleman Francis Carroll † (25 agosto 1953 - 13 agosto 1958 nominato vescovo di Miami)
- John Jobst, S.A.C. † (13 gennaio 1959 - 7 giugno 1966 nominato vescovo di Broome)